# Phare de l'île Maatsuyker
Le phare de l'île Maatsuyker (en anglais : Maatsuyker Island Lighthouse)  est un phare situé sur l'île Maatsuyker en Tasmanie, en Australie. Situé près de la pointe sud-ouest de l'île de Maatsuyker. Il est achevé en 1891 et est désactivé en 1996 mais reste jusqu'à ce jour, le phare le plus au sud d'Australie. Il est toujours opérationnel. Il reste le dernier phare à avoir été exploité par un gardien de phare. Ceux-ci ont constitué la population totale de l'île. Un second phare, plus petit et automatisé est installé en 1996, mais celui-ci est actif grâce à des bénévoles.

## Caractéristiques
Le phare est une tour ronde, blanche, de briques, d'une hauteur de 15 mètres, qui s'élève à 107 mètres au-dessus de l'océan. Son coût de construction s'est élevé à 8 500 £.

## Histoire
Un des gardiens, John Cook, qui y a travaillé huit ans a publié en 2020 ses mémoires sous le titre The Last Lighthouse Keeper.
En 2015, la foudre tombe sur le phare et prive la station d'électricité durant plusieurs semaines.

## Codes internationaux
- ARLHS[5] : AUS-104
- NGA : 6880
- Amirauté[6] : K 3656